# San Bartolomeo Val Cavargna
San Bartolomeo Val Cavargna es una localidad y comune italiana de la provincia de Como, región de Lombardía, con 1.120 habitantes.

## Evolución demográfica
| Gráfica de evolución demográfica de San Bartolomeo Val Cavargna entre 1861 y 2001 |
|                                                                                   |
| Fuente ISTAT - elaboración gráfica de Wikipedia                                   |